# Список национальных парков Малави
На территории Малави находятся 5 национальных парков и 4 заповедника.

## Национальные парки
| Название    | Оригинальное название     | Площадь, км2 | Год основания | Изображение |
| ----------- | ------------------------- | ------------ | ------------- | ----------- |
| Касунгу     | Kasungu National Park     | 2 316        | 1970          |             |
| Ленгве      | Lengwe National Park      | 887          | 1970          |             |
| Ливонде     | Liwonde National Park     | 548          | 1973          |             |
| Ньика       | Nyika National Park       | 3 234        | 1965          |             |
| Озеро Ньяса | Lake Malawi National Park | 94           | 1980          |             |

## Заповедники
| Название     | Оригинальное название       | Площадь, км2 | Год основания | Изображение |
| ------------ | --------------------------- | ------------ | ------------- | ----------- |
| Болота Вваза | Vwaza Marsh Game Reserve    | 1 000        |               |             |
| Маджете      | Majete Wildlife Reserve     | 270          |               |             |
| Мвабви       | Mwabvi Wildlife Reserve     | 135          | 1975          |             |
| Нкота-Кота   | Nkhotakota Wildlife Reserve | 1 800        |               |             |